# Équipe de France de rugby à XIII à la Coupe du monde 2013
L'équipe de France de rugby à XIII participe à la Coupe du monde de rugby à XIII 2013 organisée conjointement par l'Angleterre, la France, l'Irlande et le pays de Galles du 26 octobre 2013 au 30 novembre 2013. Pour sa quatorzième participation à la compétition dont elle n'est pas dans les trois favoris, la France est éliminée en quart-de-finale contre l'Angleterre 6-34.
La France, au même titre que de nombreuses sélections, est qualifiée d'office à cette compétition et ne dispute donc pas d'éliminatoires. Elle dispute deux de ses trois matchs du premier tour en France. Elle bat tout d'abord la Papouasie-Nouvelle-Guinée 9-8 mais s'incline contre la Nouvelle-Zélande à Avignon et contre les Samoa à Perpignan. Troisième de son groupe, elle est qualifiée pour les quarts-de-finale mais est battue par l'Angleterre.

## Qualification
En tant que nation majeure du rugby à XIII, la France est directement qualifiée pour la Coupe du monde sans disputer de matchs de qualification.

## Contexte
La Coupe du monde est la plus prestigieuse compétition de rugby à XIII. En 2013 a lieu la 14e Coupe du monde organisée conjointement par l'Angleterre, la France, l'Irlande et le pays de Galles. La phase finale se déroule du 26 octobre 2013 au 30 novembre 2013. Éliminé au 1er tour en 1995 par le pays de Galles, en quart de finale en 2000 par la Nouvelle-Zélande puis au 1er tour en 2008 par les îles Fidji, la France cherche à redorer son lustre d'antan qui par deux fois fut finaliste en 1954 et 1968. Elle compte sur une franchise habituée des joutes de la Super League les Dragons Catalans et d'un championnat de France semi-professionnel. Bien que classés quatrième au classement mondial, la France évolue un ton en dessous de l'Australie, la Nouvelle-Zélande et l'Angleterre. Son principal objectif est donc d'atteindre les quarts de finale.

## Préparation
Le 18 février 2013, la fédération française de rugby à XIII officialise à Toulouse la prise de poste de Richard Agar en tant sélectionneur de l'équipe de France en remplacement d'Aurélien Cologni, cumulativement avec son poste d'entraîneur de la franchise de Super League Wakefield. Il s'entoure des adjoints Jérôme Guisset et Thierry Dumaine en vue de la Coupe du monde 2013. À son sujet, le président de la FFR XIII, Carlos Zalduendo, déclare « Richard a été l'entraîneur de Hull ou de Wakefield, il a toujours pris en mains des équipes de bas de tableau et réussi à les amener en haut. Ses qualités techniques ne sont pas à mettre en doute mais ses qualités humaines sont également essentielles. Il était notre premier choix ».
Pour préparer l'évènement, la sélection se réunit une première fois en stage en juin 2013 à Perpignan avec la convocation de quarante joueurs évoluant en Super League et dans le championnat de France suivi de deux autres réunions en juillet et août avant de réunir la sélection à Perpignan début octobre suivi d'un détour par Avignon pour permettre à la sélection de prendre ses marques un mois avant la compétition. En complément, la France affronte dans son unique match de préparation le 18 octobre 2013 les États-Unis à Toulouse, opposition remportée par ces derniers 22-18. La France, par la voix du président de la fédération Zalduendo, a pour objectif d'atteindre les quarts de finale dans un groupe composé de la Nouvelle-Zélande, de la Papouasie-Nouvelle-Guinée et des Samoa.

## Coupe du monde
La France est affectée au groupe B et y rencontre la Papouasie-Nouvelle-Guinée, la Nouvelle-Zélande et les Samoa.
| Groupe B |                     |   |   |   |   |     |     |     |
|          | Équipe              | J | V | N | D | PP  | PC  | Pts |
| 1        | Nvelle-Zélande      | 3 | 3 | 0 | 0 | 146 | 34  | 6   |
| 2        | Samoa               | 3 | 2 | 0 | 1 | 84  | 52  | 4   |
| 3        | France              | 3 | 1 | 0 | 2 | 15  | 78  | 2   |
| 4        | Papou.-Nvlle-Guinée | 3 | 0 | 0 | 3 | 22  | 103 | 0   |

| 27 octobre   | Nvelle-Zélande      | 42 - 24 | Samoa               | Halliwell Jones Stadium, Warrington |
| 27 octobre   | Papou.-Nvlle-Guinée | 8 - 9   | France              | New Craven Park, Kingston-upon-Hull |
| 1er novembre | France              | 0 - 48  | Nvelle-Zélande      | Parc des Sports, Avignon            |
| 4 novembre   | Papou.-Nvlle-Guinée | 4 - 38  | Samoa               | New Craven Park, Kingston-upon-Hull |
| 8 novembre   | Nvelle-Zélande      | 56 - 10 | Papou.-Nvlle-Guinée | Headingley Rugby Stadium, Leeds     |
| 11 novembre  | France              | 6 - 22  | Samoa               | Stade Gilbert-Brutus, Perpignan     |

### Effectif
Entraîneur:  Richard Agar
| Joueur                      | Matchs | Points | Essais | Transf. | Drops | Pénal. | Position         | Club                     |
| --------------------------- | ------ | ------ | ------ | ------- | ----- | ------ | ---------------- | ------------------------ |
| Morgan Escaré               | 4      | 4      | 1      | -       | -     | -      | Arrière          | Dragons Catalans         |
| Clint Greenshields          | 3      | 0      | -      | -       | -     | -      | Arrière          | North Queensland Cowboys |
| Damien Cardace              | 1      | 0      | -      | -       | -     | -      | Ailier           | Dragons Catalans         |
| Younes Khattabi             | 1      | 0      | -      | -       | -     | -      | Ailier           | AS Carcassonne           |
| Cyril Stacul                | 1      | 0      | -      | -       | -     | -      | Ailier           | FC Lézignan              |
| Frédéric Vaccari            | 3      | 0      | -      | -       | -     | -      | Ailier           | Dragons Catalans         |
| Vincent Duport              | 4      | 4      | 1      | -       | -     | -      | Centre           | Dragons Catalans         |
| Jean-Philippe Baile         | 4      | 0      | -      | -       | -     | -      | Centre           | Dragons Catalans         |
| Thomas Bosc                 | 4      | 12     | 1      | 3       | -     | 1      | Demi d'ouverture | Dragons Catalans         |
| Tony Gigot                  | 1      | 0      | -      | -       | -     | -      | Demi d'ouverture | Cronulla Sharks          |
| William Barthau             | 3      | 1      | -      | -       | 1     | -      | Demi de mêlée    | Dragons Catalans         |
| Théo Fages                  | 2      | 0      | -      | -       | -     | -      | Demi de mêlée    | Salford City Reds        |
| Rémi Casty (vice-capitaine) | 4      | 0      | -      | -       | -     | -      | Pilier           | Dragons Catalans         |
| Mickaël Simon               | 4      | 0      | -      | -       | -     | -      | Pilier           | Dragons Catalans         |
| Jamal Fakir                 | 4      | 0      | -      | -       | -     | -      | Pilier           | Dragons Catalans         |
| Kane Bentley                | 2      | 0      | -      | -       | -     | -      | Talonneur        | Toulouse Olympique       |
| Eloi Pelissier              | 3      | 0      | -      | -       | -     | -      | Talonneur        | Dragons Catalans         |
| Andrew Bentley              | 1      | 0      | -      | -       | -     | -      | Deuxième ligne   | Toulouse Olympique       |
| Olivier Elima (capitaine)   | 3      | 0      | -      | -       | -     | -      | Deuxième ligne   | Dragons Catalans         |
| Kevin Larroyer              | 3      | 0      | -      | -       | -     | -      | Deuxième ligne   | Dragons Catalans         |
| Antoni Maria                | 2      | 0      | -      | -       | -     | -      | Deuxième ligne   | Dragons Catalans         |
| Sébastien Raguin            | 4      | 0      | -      | -       | -     | -      | Deuxième ligne   | St Estève-XIII Catalan   |
| Benjamin Garcia             | 3      | 0      | -      | -       | -     | -      | Troisième ligne  | Dragons Catalans         |
| Grégory Mounis              | 4      | 0      | -      | -       | -     | -      | Troisième ligne  | Dragons Catalans         |

- Clément Soubeyras et Mathias Pala étaient initialement retenus mais sont remplacés sur blessure par Benjamin Garcia et Damien Cardace[7].